# 科洛尼奥蒙泽塞
科洛尼奥蒙泽塞（義大利語：Cologno Monzese）是意大利伦巴第大区米蘭廣域市的市镇。面积为8.4平方公里，2018年人口数量为47,749人。